# Callictita arfakiana
Callictita arfakiana är en fjärilsart som beskrevs av Clench 1947. Callictita arfakiana ingår i släktet Callictita och familjen juvelvingar. Inga underarter finns listade i Catalogue of Life.